# HD 34445 b
HD 34445 b — экзопланета, обращающаяся вокруг жёлтого карлика HD 34445 и находящаяся на расстоянии приблизительно 152 световых лет в созвездии Ориона. Планета была открыта в 2004 году, однако её существование было подтверждено только в 2009 г. Минимальная масса планеты составляет две трети от массы Юпитера. Расстояние до её звезды меняется от 0,86 а. е. до 3,16 а. е.